# Villiam Björk
Villiam Evert Björk (i riksdagen kallad Björk i Påarp), född 30 mars 1923 i Vittskövle församling, död 22 maj 2003 i Välluv-Frillestads församling, var en svensk trädgårdsmästare och politiker (s).
Björk, som var son till konstnär Wilborg Björk och Ellen Hellberg, genomgick Önnestads trädgårdsskola 1941. Han var trädgårdsarbetare 1941-1946 samt trädgårdsmästare och innehavare av Björks trädgård från 1946. Han var ordförande i Trädgårdshallen i Helsingborg ekonomisk förening från 1961 och styrelseledamot i Sveriges handelsträdgårdsförbund från 1963.
Björk var ledamot av riksdagens andra kammare 1965-1970 representerande Socialdemokraterna i Malmöhus läns valkrets. Han var även ledamot i den nya enkammarriksdagen från dess öppnande 1971. Mellan 1974 och 1976 var han kommunstyrelsens ordförande i Helsingborgs kommun.